# Calzón chino

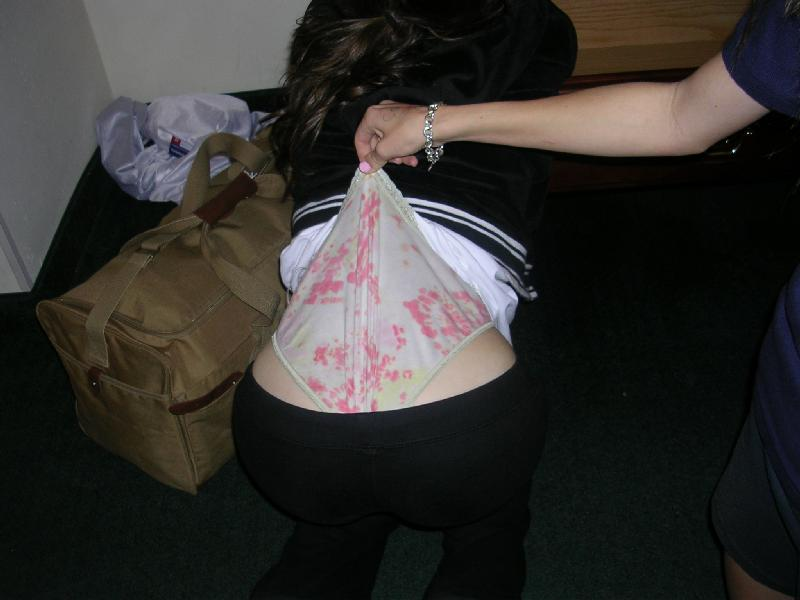
Mujer recibiendo un "calzón chino"

El calzón chino es una broma que consiste en estirar la ropa interior de una persona. Aparece con frecuencia en cómics, series y películas de comedia, y ocasionalmente en escenas de videojuegos. A pesar de que puede llevarse a cabo como broma, también puede ser producto del acoso escolar o bullying.

## Descripción
El calzón chino consiste en tomar la ropa interior de alguien y estirarla lo más fuerte posible hacia arriba; en algunos casos, causando dolor en los genitales y el trasero, y llegando a romper dicha prenda interior.

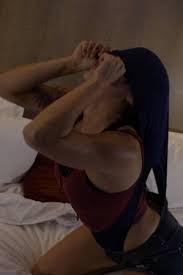

El calzón chino es utilizado como una broma, así como también se puede ver usado como un reto o penalización en algunas competiciones.

## Riesgos
Si bien puede considerarse como una broma inofensiva, esta práctica puede llegar a resultar peligrosa. De manera específica, estirar la ropa interior con suficiente fuerza puede generar serios daños en los genitales de la víctima.
El calzón chino, especialmente entre varones, puede causar lesiones en los testículos o en el escroto. Por ejemplo, en un incidente en 2004 que involucró a un niño de diez años, las lesiones fueron tan serias que se requirío reponer el testículo en el escroto.
En diciembre de 2013, un ex-marine asfixió a su padrastro tras hacerle un calzón chino atómico. Fue condenado a 30 años de prisión por el crimen.

## Tipos
Existen diversas variantes de calzón chino:
- Calzón Chino Estándar: Consiste en estirar la prenda interior de la víctima por su parte trasera, dejando así al ropaje inmerso en los glúteos.
- Calzón Chino Atómico: Consiste en estirar la prenda interior de la víctima hasta llegar a la cabeza o los hombros de la víctima. Los calzoncillos pueden llegar a romperse.
- Calzón Chino Colgante: Consiste en dejar colgada a la víctima por su prenda interior en un lugar desde el cual le sea imposible tener contacto con el suelo, sosteniéndose a sí mismo(a) con su propio peso. Normalmente cuando se aplica un calzón chino colgante la prenda queda totalmente inservible.
- Calzón Chino Frontal: Consiste en estirar de la parte delantera de la prenda interior, dejándola inmersa en los genitales de la mujer o del hombre.
- Calzón Chino Roto: Incluye cualquiera de los otros tipos, con la distintiva de la mera intención de romperle la prenda interior a la víctima.
- Calzón Chino Grupal. Consiste en que un grupo de personas estiran la prenda interior de la víctima, aumentando así la fuerza y el dolor. Durante la aplicación es muy probable que la prenda quede totalmente inservible.

## En la cultura popular
- En el cómic Dilbert, los calzones chinos son comunes.[3]
- En Seinfeld, una comedia de situación del año 1990, donde se utiliza un gag describiendo la práctica del "Calzón chino" y el "Calzón chino atómico".
- En la serie animada Las sombrías aventuras de Billy y Mandy, hay un abusador llamado Valente que siempre aplica calzón chino a los niños pequeños.
- En un capítulo de The Super Hero Squad Show un robot le hizo un calzón chino a otro
- Uno de los lemas utilizados por la serie Yin Yang Yo! se denomina "Teniendo el malvado un calzón chino".
- En la versión animada de La Máscara, el protagonista usa los "Calzones Chinos Atómicos" como un Súper Poder para evadir a la policía. También en la película, el enmascarado hace Calzón Chino a un delincuente
- En Scary Movie 2, Bobby le hace Calzón Chino atómico a Cindy, y más tarde un fantasma le hace Calzón Chino colgante a Bobby, levantándolo hasta el techo.
- En Scary Movie 3, una chica le hace calzón chino a su amiga al inicio de la película.
- En Los Simpson, los abusadores Jimbo, Kearney y Dolph suelen hacerles Calzón Chino a niños como Milhouse y Martin.
- En videojuegos como Bully: Scholarship Edition, los casos de Calzón Chino son frecuentes.
- En Henry Danger, mientras un momento de hipnosis, Henry le hace Calzón Chino frontal muy fuertemente a Ray levantando sus calzoncillos muy rápidamente, y luego, Ray se lo devuelve a Henry, más fuerte y cuando esté ya está consciente.
- En La CQ, el personaje de Roque Villalón realiza calzones chinos como forma de acoso escolar en muchos episodios. En distintos capítulos la miss Mago se lo hace él y lo lleva a la dirección del Director Oswaldo, Roque le enseña a Adri a hacer Calzón Chino con distintos tipos de ropa interior y también hay un capítulo en que unas máquinas lee hacen Calzón Chino a Monche y Ángel.
- En The X's (Los Equis) Truman recibe calzón chino de su hermana mayor consecutivas veces. Sin embargo, al final de ese mismo episodio, su hermana y sus padres terminan recibiendo un calzón chino atómico.[4]
- En Ed, Edd y Eddy, los protagonistas y otros personajes reciben calzón chino de manera frecuente.[5]
- En un episodio de Las aventuras de Jackie Chan, Jade le hace Calzón Chino a su clon. En otro episodio le hace calzón chino a un bully.[6]
- En Los padrinos mágicos, Timmy, AJ, Chester, Vicky y Francis han sido víctimas de calzón chino.[7][8][9]
- En iCarly, Freddie y Gibby reciben calzones chinos. En otro episodio, Jonah, El novio de Sam recibe un Calzón Chino colgante por 2 horas, del cual ya no resiste más.
- En The Suite Life of Zack and Cody, Zack recibe varios calzones chinos colgantes.
- En la película Alvin y las Ardillas 2, Alvin le hace un Calzón Chino a dos estudiantes, cuando estos se agachan y luego, éstos se soban el trasero y lloran del dolor que les causó el Calzón.
- En la película  Lluvia de hamburguesas 2: La venganza de las sobras, Flynn le muestra a Chester que inventó Calzoncillos a prueba de Calzón Chino a los 6, y Chester le muestra que también pero, que desde los 3. Luego, se cuelgan de sus Calzoncillos para alcanzar una máquina desde lo alto, enredándose en sus Calzoncillos.
- En la serie animada Randy Cunhinhan Ninja total, se realizan varios Calzones Chinos normales.
- En Drake & Josh, Josh recibe un Calzón Chino por un hombre en la cárcel.
- En la película Ted 2, un hombre le hace Calzón Chino a un Nerd en un festival de cómics.
- En la serie de comedia mexicana La Familia P.luche, Junior recibe varios Calzones Chinos Atómicos de una fila de niños que quieren hacerle Calzón Chino. También Ludovico P.luche recibe un Calzón Chino Atómico, rebotando del piso una y otra vez por Vergara, un excompañero de la preparatoria.
- En la película Los 'CalientaBancas', todo el equipo le hace Calzón Chino al villano de la cinta.
- En la película Nacho Libre, Nacho le hace un gigante Calzón Chino Atómico a Ramsés en la escena Final.
- En la película Aliens in the attic, un hombre se hace Auto Calzón Chino al final.
- En la serie animada Bob Esponja, en el episodio de los anzuelos, Bob esponja y otro pez reciben Calzón Chino.
- En la película Mi Amigo Dahmer, un joven recibe Calzón Chino.
- En la película Bill y Ted, los protagonistas le hacen un Calzón Chino frontal a la muerte.
- En el programa Saturday Night Live (1993), le aplican calzón chino a una reportera[10]
- En la serie Lab Rats, le hacen Calzón Chino colgante con una máquina para hacer Calzón Chino a un tipo.
- En la película Monsters vs Aliens, el comandante le hace Calzón Chino a un "Nerd".
- En la película Shrek tercero, Donkey le dice al Gato con Botas que estar en la escuela le recuerda cuando le hacían Calzón Chino.
- En la serie animada Kick Buttowski, Brad le hace Calzón Chino a Kick y a Gunther, y Kick le hace Calzones Chinos Atómicos a Brad.
- En la película animada Megamente, Titán se hace Auto Calzón Chino, diciendo que no siquiera duele, no siente nada.
- En la serie Scrubs aparecen 2 Calzones Chinos Colgantes.
- En la película Shazam, un niño le explica a Shazam cómo le hicieron Calzón Chino "Volador".
- En la serie Los pingüinos de Madagascar en el episodio la excursión, Rico tiene la intención de hacerle calzon chino a un niño de la excursión para sacarle la información y también intenta hacerle calzon chino al elefante con un calzon gigante.
- En la serie de cómics Gold Digger la protagonista, Gina Diggers, se encuentra en una guerra de calzones chinos con su rival, Penny Pincer. Posteriormente, la hermana de Gina, Brittany, también le hace calzón chino a la protagonista con frecuencia a manera de broma.
- En el capítulo 48 de la segunda temporada de Kid vs Kat para Tu gritas, yo grito, Coop y Dennis logran vencer a un malvado bullie y heladero llamado Todd Croncklin poniendo una trampa, hacer el calzon chino colgando en una rama del árbol y entregar los helados a los niños haciendo una lluvia de helados.